# 桑形萌花
桑形 萌花（くわがた もか、2002年10月10日 - ）は、兵庫県出身の、日本の女子柔道選手。階級は70kg級。身長163cm。組み手は右組み。血液型はA型。得意技は内股。

## 経歴
柔道は7歳の時に兵庫少年こだま会で始めた。道場の2年先輩には阿部詩がいた。
小学校5年の時に全国小学生学年別柔道大会40kg超級に出場するも3回戦で敗れた。6年の時には45kg超級の2回戦で敗れた。
夙川学院中学2年の時に全国中学校柔道大会の70kg級で3位になると、3年の時には2位となった。
夙川高校へ進むと、1年の時には全日本カデで2位だった。金鷲旗では準決勝の南筑高校戦に先鋒で登場すると、古賀若菜を大腰で破ったのを始め3戦連続一本勝ちするも、相手副将の素根輝に内股で敗れると、その後チーム全員が素根に敗れて3位にとどまった。インターハイ個人戦70kg級では1年生にして優勝すると、団体戦には出場しなかったが、阿部詩などの活躍により優勝した。全国高校選手権では個人戦無差別の決勝で桐蔭学園高校2年の朝飛真実に技ありで敗れて2位だった。2年の時には全日本カデで優勝した。インターハイ個人戦では準決勝で朝飛に敗れて3位、団体戦では決勝の富士学苑高校戦で相手エースの黒田亜紀と引き分けるも、チームは敗れて2位だった。全日本ジュニアでも準決勝で朝飛に敗れて3位だった。世界カデでは準決勝まで全て一本勝ちするも、決勝でスペインのアイ・ツノダ・ロウスタントに大腰で敗れて2位だった。3年の時には講道館杯の準決勝で桐蔭横浜大学4年の寺田宇多菜に反則負けするも3位になった。全日本選手権では2回戦で78kg級超級の元世界チャンピオンであるビッグツリーの朝比奈沙羅に反則勝ちする金星を挙げるなどして準決勝まで進むも、コマツの橋本朱未に内股で敗れて3位だった。この際に、「（2024年）パリ五輪の金メダルを獲ることが目標」と語った。
2021年4月からは三井住友海上の所属となった。体重別では初戦でJR東日本の寺田宇多菜に隅落で敗れた。12月の全日本ジュニアでは優勝した。続く全日本選手権では準々決勝で同じ階級であるJR東日本の田中志歩に反則負けして5位だった。
2022年2月のヨーロッパオープン・ワルシャワでシニアの国際大会初優勝を飾った。5月の実業団体では優勝した。8月の世界ジュニアでは3回戦でコロンビアのブレンダ・オラヤに技ありで敗れた。団体戦では決勝のトルコ戦を始め全て一本勝ちして、チームの優勝に貢献した。9月の全日本ジュニアでは決勝で比叡山高校3年の本田万結に一本負けを喫して2連覇はならなかった。10月の講道館杯では決勝でJR東日本の宇野友紀子に反則勝ちして優勝した。
2023年2月のグランドスラム・パリでは初戦でツノダに敗れた。なお、世界団体のメンバーに選ばれた。4月の体重別では決勝で国士舘大学柔道クラブの池絵梨菜に反則勝ちして優勝した。5月の世界団体では最初の2戦に勝利するも、準決勝のオランダ戦で敗れて決勝は出場しなかったが、チームは優勝を飾った。続く5月のグランプリ・リンツでは3回戦で敗れた。6月の実業団体では2位だった。団体戦では初戦のネパール戦のみの出場だったが、自分の出番が回ってくる前にチームが勝利すると、その後チームは優勝を飾った。
2024年3月のグランプリ・リンツでは準々決勝でイタリアのイレーネ・ペドロッティ、その後の3位決定戦でも地元オーストリアのミヒャエラ・ポレレスにそれぞれ反則負けを喫して5位にとどまった。4月の体重別は初戦で敗れた。12月に三井住友海上女子柔道部を退部した。
2025年2月のシニア体重別にはクワガタ接骨院の名義で出場すると、決勝でヤックスの牧田朱加に反則勝ちして優勝した。
IJF世界ランキングは172ポイント獲得で75位（2025年3月17日現在）。

## 戦績
- 2016年 - 全国中学校柔道大会 3位
- 2017年 - 全国中学校柔道大会 個人戦 2位 団体戦 5位
- 2018年 - 全日本カデ 2位
- 2018年 - ポーランドカデ国際 優勝
- 2018年 - 金鷲旗 3位
- 2018年 - インターハイ 優勝
- 2018年 - 交流大会団体戦 2位
- 2019年 - 全国高校選手権 個人戦(無差別) 2位
- 2019年 - 全日本カデ 優勝
- 2019年 - ポーランドカデ国際 優勝
- 2019年 - インターハイ 個人戦 3位 団体戦 2位
- 2019年 - 全日本ジュニア 3位
- 2019年 - 世界カデ 2位
- 2020年 - 講道館杯 3位
- 2020年 - 全日本選手権 3位
- 2021年 - 全日本ジュニア 優勝
- 2021年 - 全日本選手権 5位
- 2022年 - ヨーロッパオープン・ワルシャワ 優勝
- 2022年 - 実業団体 優勝
- 2022年 - 世界ジュニア 団体戦 優勝
- 2022年 - 全日本ジュニア 2位
- 2022年 - 講道館杯 優勝
- 2023年 - 体重別 優勝
- 2023年 - 世界団体 優勝
- 2023年 - 実業団体 2位
- 2023年 - アジア大会 団体戦 優勝
- 2023年 - 講道館杯 5位
- 2024年 -　グランプリ・リンツ　5位
- 2025年 - シニア体重別　優勝

(出典、JudoInside.com)